# 童年的消逝
《童年的消逝》（The Disappearance of Childhood）是尼尔·波兹曼的一部媒介研究作品。全书分为童年的历史和消逝两个部分。波兹曼探究自古希腊起，经过中世纪，工业革命时期，到电脑在美国兴起的时期为止，探究童年的概念是怎样出现又消失，人们是怎样逐渐重视又忽略儿童教育，这些变化又是怎样由口语，文字，书籍，广播，电视等媒介的变化导致的。